# Agorà dei giovani italiani

Il logo ufficiale dell'Agorà

L'Agorà dei giovani italiani è stata un'iniziativa pastorale della Chiesa cattolica italiana dedicata ai giovani.
Tale attività di evangelizzazione, indirizzata alla promozione del coinvolgimento dei giovani italiani nelle attività della Chiesa cattolica, è stata proposta nella sessione di marzo 2006 della Conferenza Episcopale Italiana e si è articolata in un percorso triennale (2006-2009). Ognuno dei tre anni pastorali è caratterizzato da:
- un tema e dei contenuti;
- una modalità di esercizio della testimonianza;

1. l'ascolto
2. la relazione
3. la cultura

- la proposta di iniziative e progetti a livello diocesano;
- un evento nazionale conclusivo dell'anno.

## Il programma dell'Agorà

### Anno pastorale 2006-2007
Il tema del primo anno è "Come io vi ho amato" (Gv 15,9): questo anno, dedicato all'ascolto del mondo giovanile, ha avuto come obiettivo il portare la Chiesa a contatto con il mondo esterno, ovvero fuori dagli spazi che le sono propri, per incontrare i giovani dove essi si trovano,
A livello diocesano dovevano instaurarsi iniziative di contatto e ascolto tra gruppi, comunità, diocesi.
Culmine del primo anno è l'incontro nazionale di Loreto: papa Benedetto XVI ha incontrato i giovani italiani vicino al Santuario della Santa Casa nei giorni 1º e 2 settembre 2007.

### Anno Pastorale 2007-2008
Il tema del secondo anno è "Mi sarete testimoni" (At 1,8). L'anno è
A livello diocesano si sono sperimentate iniziative di "missioni feriali".
Il secondo anno è culminato con la Giornata Mondiale della Gioventù 2008, che si è tenuta a Sydney, in Australia, dal 15 al 20 luglio 2008.

### Anno Pastorale 2008-2009
Il tema del terzo anno è "Fino ai confini della terra" (At 1,8). Questo anno è dedicato alla dimensione culturale e sociale dell'evangelizzazione.
A livello diocesano vi erano iniziative di cultura, comunicazione, carità e politica, che ha lanciato un  “progetto culturale dei giovani italiani”.
Il percorso triennale si è concluso con un evento che si è tenuto simultaneamente in ogni diocesi italiana, non solo nelle chiese ma anche in qualche "nuovo santuario" del nostro tempo (centri commerciali, stazioni, cinema, piazze, stadi, luoghi dell'emarginazione).